# IC 1880
IC 1880 ist eine Linsenförmige Galaxie vom Hubble-Typ S0 im Sternbild Eridanus am Südsternhimmel. Sie ist schätzungsweise 464 Millionen Lichtjahre von der Milchstraße entfernt und hat einen Durchmesser von etwa 220.000 Lichtjahren. Die Galaxie wird als Mitglied der Galaxiengruppe HCG 23 gelistet.
Im selben Himmelsareal befinden sich u. a. die Galaxien NGC 1208, NGC 1214, NGC 1215, NGC 1216.
Das Objekt wurde am 30. Januar 1900 von Herbert Alonzo Howe entdeckt.